# Sound Soldier
Sound Soldier fue el segundo álbum de estudio de la cantante canadiense Skye Sweetnam, el álbum fue lanzado en Canadá, el 30 de octubre de 2007 y el 14 de febrero de 2008 en Japón. El primer y único sencillo fue "Human" que fue producido por The Matrix.

## Lista de canciones
| N.º | Título                                                     | Producer(s)          | Duración |  |
| 1.  | «Music Is My Boyfriend»                                    | The Matrix           | 3:27     |  |
| 2.  | «Human»                                                    | The Matrix           | 3:11     |  |
| 3.  | «Boyhunter» (featuring Ak'Sent)                            | The Matrix           | 3:19     |  |
| 4.  | «Ghosts» (featuring Tim Armstrong)                         | Armstrong            | 3:13     |  |
| 5.  | «My Favorite Tune»                                         | The Matrix           | 3:20     |  |
| 6.  | «Scary Love»                                               | The Matrix           | 3:46     |  |
| 7.  | «(Let's Get Movin') Into Action» (featuring Tim Armstrong) | Armstrong            | 3:40     |  |
| 8.  | «Cartoon»                                                  | The Matrix           | 3:20     |  |
| 9.  | «Make-Out Song»                                            | The Matrix           | 3:03     |  |
| 10. | «Ultra»                                                    | The Matrix           | 3:13     |  |
| 11. | «Kiss a Girl»                                              | Soulshock and Karlin | 3:31     |  |
| 12. | «Babydoll Gone Wrong»                                      | The Matrix           | 3:39     |  |

| Bonus Track Japonés |                |                                                   |                 |          |  |
| N.º                 | Título         | Escritor(es)                                      | Producer(s)     | Duración |  |
| 13.                 | «Girl Like Me» | Max Martin Lukasz Gottwald Shelly Peiken Sweetnam | Martin Dr. Luke | 3:09     |  |

## Historial de lanzamiento
| País   | Fecha                  |
| ------ | ---------------------- |
| Canadá | 30 de octubre de 2007  |
| Japón  | 14 de febrero de 2008  |
| Europe | 8 de noviembre de 2007 |

- Datos: Q744924